# La Cañada de Moreno
La Cañada de Moreno är en ort i Mexiko.   Den ligger i kommunen Ecuandureo och delstaten Michoacán de Ocampo, i den centrala delen av landet, 300 km väster om huvudstaden Mexico City. La Cañada de Moreno ligger 1 906 meter över havet och antalet invånare är 123.
Terrängen runt La Cañada de Moreno är kuperad. Runt La Cañada de Moreno är det ganska tätbefolkat, med 58 invånare per kvadratkilometer. Närmaste större samhälle är Zamora, 19,3 km sydväst om La Cañada de Moreno. I omgivningarna runt La Cañada de Moreno växer huvudsakligen savannskog.